# Citroën ZX
Citroën ZX är en bilmodell från den franska tillverkaren Citroën. Modellen tillverkades från 1991 till 1998. I motsats till många andra Citroënmodeller saknar ZX hydropneumatisk fjädring. ZX hade ett par innovativa detaljer. Bakaxeln var medstyrande, "hjälpte till" lite i svängarna och baksätet var skjutbart och ryggstödet ställbart, något som är vanligt idag, men inte fanns då. 
ZX var Citroëns första moderna bil i den så kallade Golfklassen (mindre mellanklassen) och erbjöds som tre- eller femdörrars kombikupé. Med årsmodell 1994 introducerades även en kombi till varianterna. Bottenplattan och andra delar av ZX chassi återfanns även i Peugeot 306 (1993-) och en nära besläktad modell såldes under namnet Citroën Elysée på den kinesiska marknaden. Citroën ZX ersattes i Citroëns modellutbud av Citroën Xsara år 1998.
Modellerna i Sverige hette till att börja med 1,4 Reflex, 1,6 Avantage, 1,6 Aura samt 1,9 Volcane. De kom på marknaded i oktober 1991. Senare kom en 2,0 16V, 1,4 Onyx, 1,8 Aura samt turbodieseln ZX 1,9 TD Avantage. Turbodieseln var när den kom 1993 den bil som accelererade snabbast 70-110 km/h på högsta växeln, alla kategorier!
| Motoralternativ |                          |
| --------------- | ------------------------ |
| Bensinmotorer:  | 1,1 (endast i Frankrike) |
| (liter)         | 1,4                      |
|                 | 1,6                      |
|                 | 1,8                      |
|                 | 2,0                      |
| Dieselmotorer:  | 1,9                      |